# دومينيك مارشال
دومينيك مارشال هي طيارة بلجيكية، ولدت في 1944 في إقليم بروكسل العاصمة في بلجيكا.